# アルフレート・クラール
アルフレート・クラール（ドイツ語: Alfred Klahr、1904年9月16日 - 1944年）は、オーストリアの共産主義者、歴史家、ジャーナリスト。彼はオーストリア連邦国において、マルクス主義理論家としてオーストリア共産党とオーストリア国民を導いた。

## 生涯
1904年9月16日、ウィーンにて生まれる。彼の父は"Israelitische Kultusgemeinde Wien"にてハッザーンとして活動していた。ウィーン大学に入学後、クラールはオーストリア共産党系の共産青年同盟に入会し、1930年からはオーストリア共産青年同盟の代表者としてモスクワに住むようになった。1935年から37年にかけて、彼は国際レーニン学校オーストリア校にて教鞭を執り、1937年にはプラハへ移り、共産党機関紙"Weg und Ziel"の記者として活動した。
ドイツによってオーストリア併合やチェコスロヴァキア解体が進められた1938年頃より、クラールは反ナチスを掲げ、オーストリア・レジスタンスの一員として活発に動いた。結果として、1942年に彼はアウシュヴィッツ収容所へと収監されることとなったが、そこでも彼は左派による連合に参加し、引き続き抵抗運動を続けた。1944年6月15日、彼はポーランド労働者党のメンバー1人と共に何とか脱獄に成功したが、その後ワルシャワに駐留していたSS隊員によって射殺された。

## オーストリア・ナショナリズムとクラール
1937年3月から4月にかけて、クラールは"Zur nationlalen Frage in Österreich"と題した記事を連載した。その中で彼は、いかにしてオーストリアがドイツの一部分から脱して、異なる政治路線を歩むことが出来たのか、ということについて以下のように綴っている。
オーストリアの人民がドイツ国民の一部などという考えは、理論上一切事実無根なものである。オーストリアの人民までもを含めた統一的ドイツ民族国家というものは、これまでも存在しなかったし、今日においてもまた存在しない。オーストリア人は、他の「帝国」のドイツ人とは異なる政治的・経済的生活条件の下で生きてきたのであり、それゆえにドイツとは異なる国民的な発展をたどってきたのである。この国民的発展がいかほどのものか、一般的な血統や言語の繋がりがどれほど近いものなのか、その歴史の具体的な調査のみが答えとなりえるだろう。

―アルフレート・クラール、プラハへ亡命中の共産主義指導者から1936年に受けた「ドイツから分離した独立的オーストリアの存在に対する理論的思想が存在するのか」という問いに対して。
この論はかつて存在した、ドルフスらによる教権的ファシズムとオーストリア・ナチ党との対立の理解を可能にし、教権的ファシズムと汎ゲルマン主義ナチズムは、それぞれマルクスの社会階級論になぞらえて表現された。
また、アウシュヴィッツに収監されていたオーストリア人・ドイツ人共産主義者による議論を記録した『アウシュヴィッツ・テクスト』も遺されている。

## 参照
1. ↑  村松 1994, pp.29
2. ↑  “Alfred Klahr (1904–1944)”. Alfred Klahr Gesellschaft. 2020年4月3日閲覧。
3. ↑  “RUCHY OPORU W AUSCHWITZ-BIRKENAU”. Polskie Radio. 2020年4月3日閲覧。
4. ↑  村松 1994, pp.30